# Plúteus (arquitectura)
En arquitectura, un plúteus (del llatí plutheus, «tauler», «prestatge») és una espècie de parapet o ampit de marbre, pedra (calcària o una altra), fusta o metall, generalment decorat en relleu o reforçat amb motius geomètrics o figuratius. Els plúteus, de vegades, estan formats per diverses plaques rectangulars massisses, a diferència de les gelosies que tenen decoració calada.
Un exemple són els anomenats Plúteus de Trajà, descoberts el 1872 en el Fòrum Romà de Roma, a la zona compresa entre el Comitium i la columna de Focas.

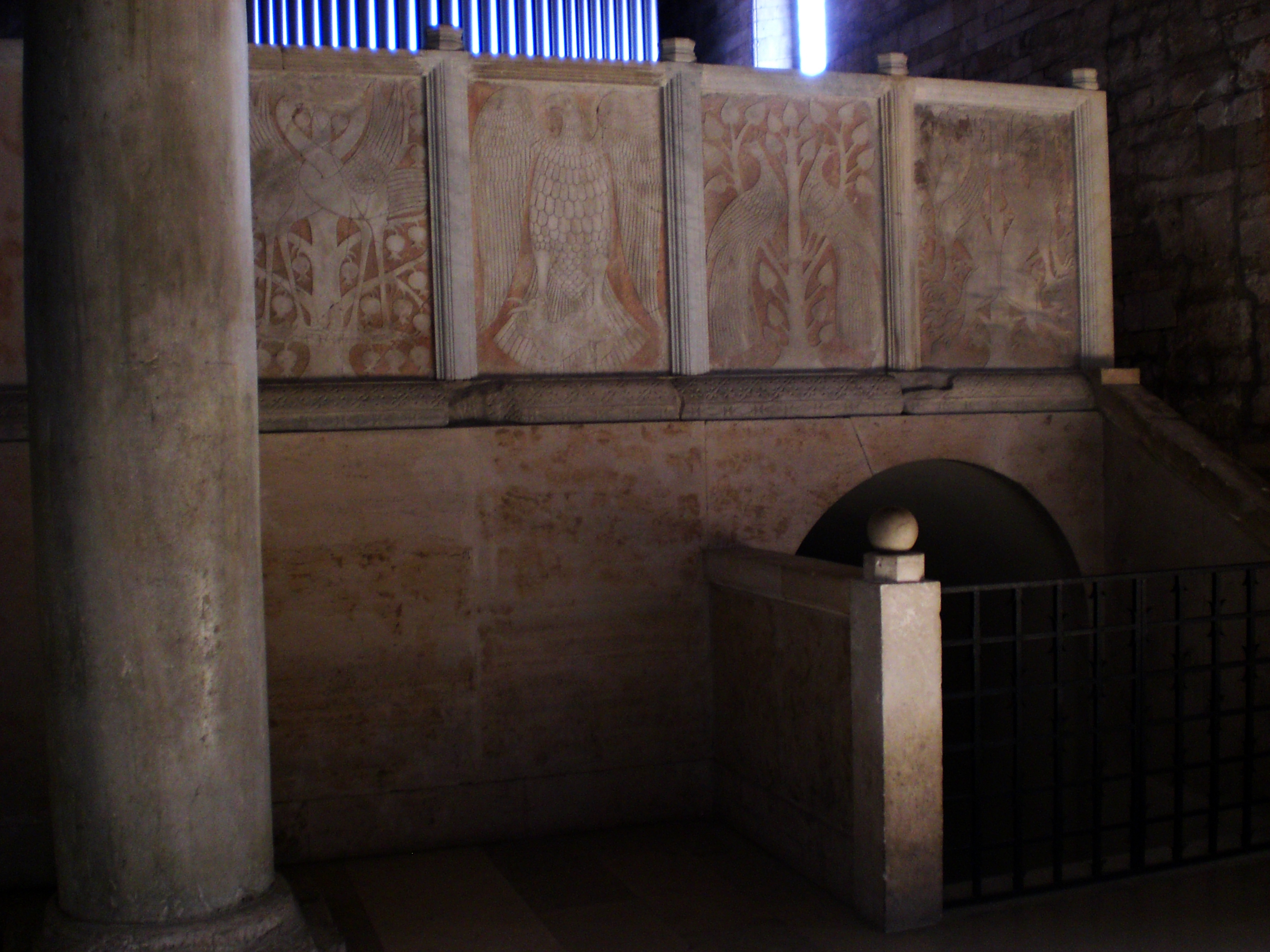
Plúteus de la Catedral d'Ancona de 1189
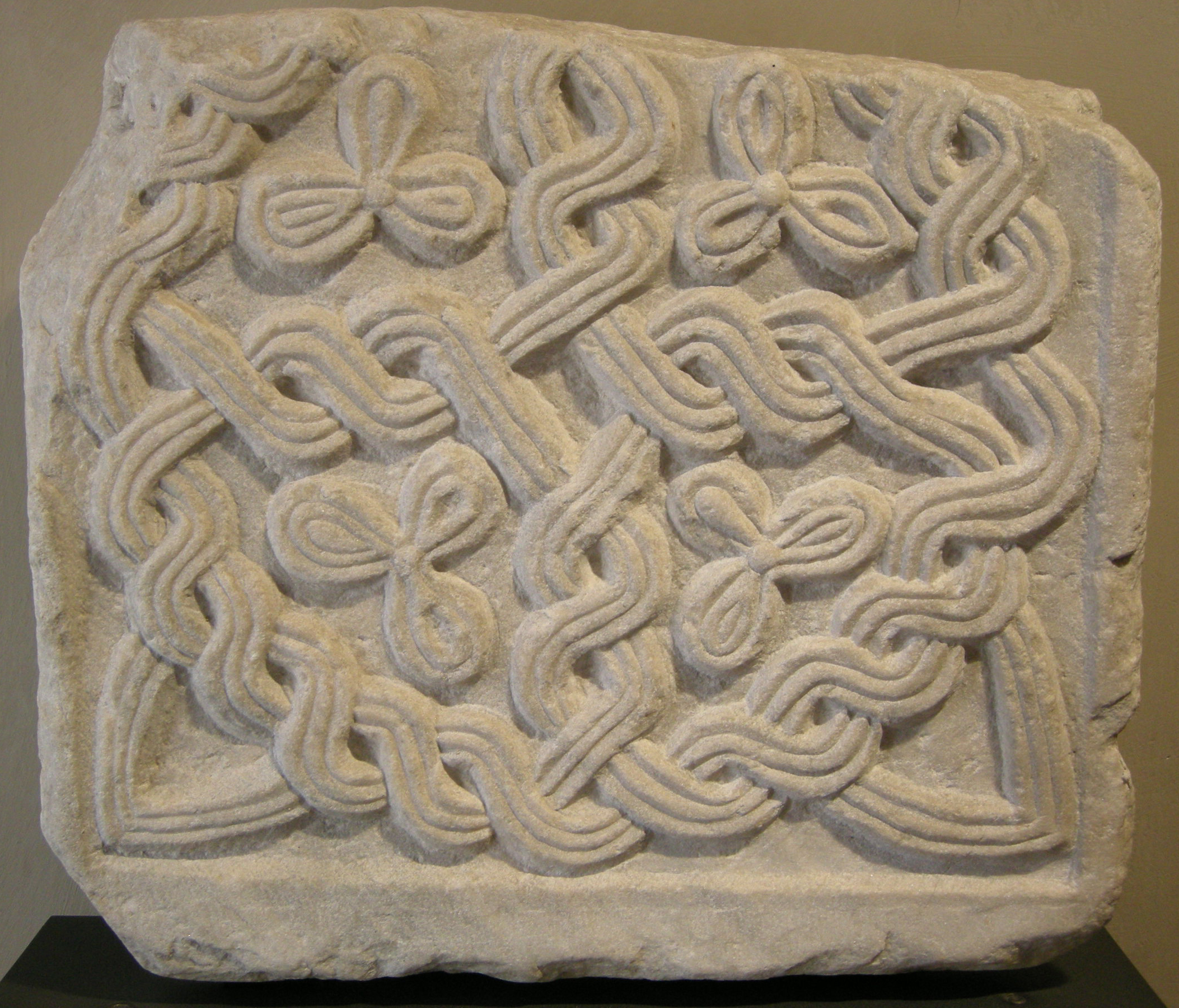
Plúteus llombard de pedra
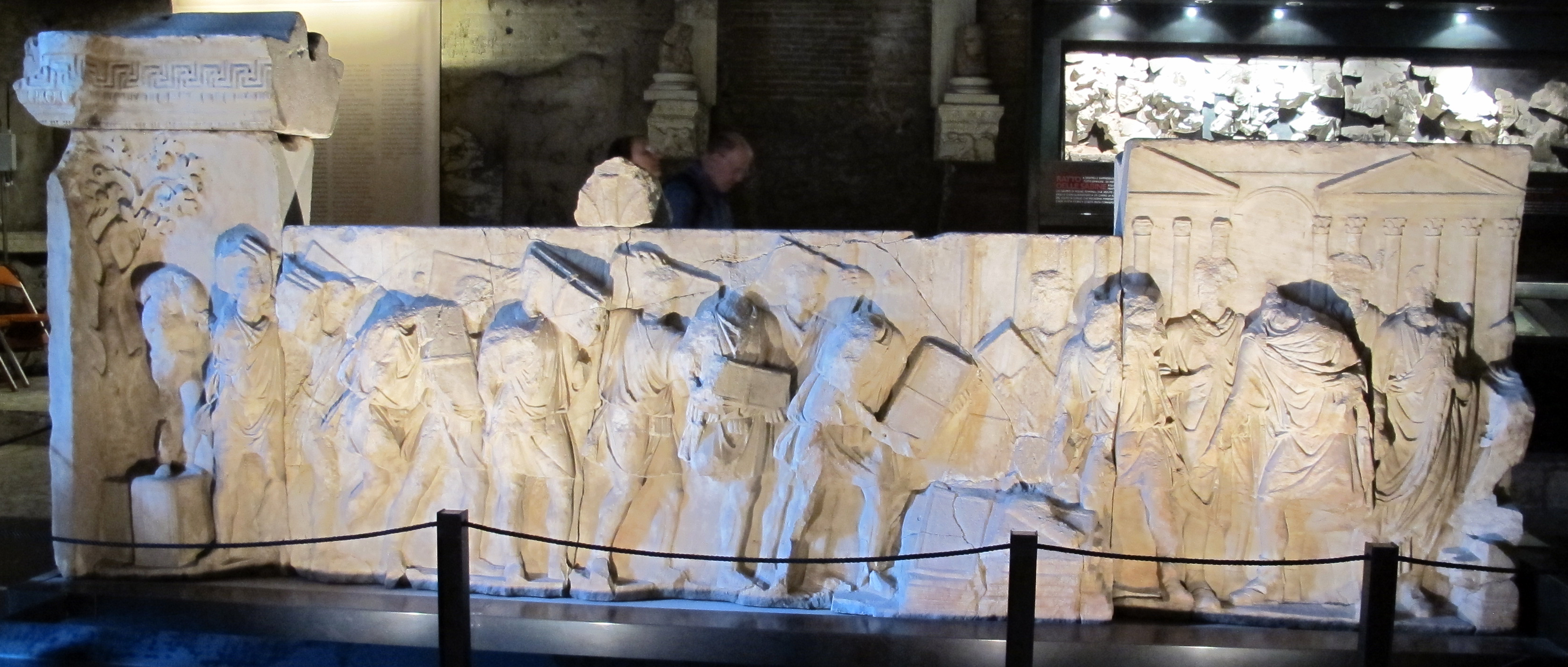
Plúteus de Trajà

Es va utilitzar sobretot en l'arquitectura paleocristiana i medieval, on el plúteus divideix els diversos espais d'una església, en particular, el presbiteri i el cor. En una església pot realitzar la mateixa funció de la iconòstasi, tot i que denoten diferents característiques artístiques.